# Presse écrite à Maurice
La presse écrite mauricienne, qui est la presse écrite que l'on rencontre à Maurice, pays insulaire du sud-ouest de l'océan Indien, se caractérise par une certaine richesse et variété[pas clair], certains titres étant publiés en français, d'autres en anglais, et d'autres encore dans des langues d'origine indienne.

## Exemples de titres

### Actuellement
- L'Eco Austral.
- L'Express.
- Le Mauricien.

### Autrefois
- Le Cernéen
- La Gazette de Maurice.

## Liste des titres
| Titre                 | Création | Parution     | Type        | Site Web |
| --------------------- | -------- | ------------ | ----------- | -------- |
| L'Hebdo               |          |              |             |          |
| News On Sunday        |          |              |             |          |
| Bollywood Massala     |          |              |             |          |
| Le Mauricien          |          |              |             |          |
| Ile Maurice Actualité |          |              |             |          |
| 5-Plus Dimanche       |          |              |             |          |
| Business Magazine     |          |              |             |          |
| Financial News        |          |              |             |          |
| Impact News           |          |              |             |          |
| L’Express             |          |              |             |          |
| L’Express             |          |              |             |          |
| L’Hebdo               |          |              |             |          |
| La Gazette            |          |              |             |          |
| La Vie catholique     |          |              |             |          |
| La Voix Kreol         |          |              |             |          |
| Le Défi               |          |              |             |          |
| Le Défi Plus          | 1996     | Hebdomadaire | Généraliste |          |
| Le Dimanche           |          |              |             |          |
| Le Mauricien          |          |              |             |          |
| Le Militant           |          |              |             |          |
| Le Quotidien          |          |              |             |          |
| Le Socialiste         |          |              |             |          |
| Mauritius Times       |          |              |             |          |
| News on Sunday        |          |              |             |          |
| Star                  |          |              |             |          |
| Sunday Vani           |          |              |             |          |
| Week-End              |          |              |             |          |
| Week-End Scope        |          |              |             |          |